# 布里特卢 (塞洛里库-迪巴什图)
布里特卢是葡萄牙布拉加区的一个堂区。总面积6.61平方公里，总人口2542人，人口密度384.6人/平方公里。